# 平昌郡 (曹魏)
平昌郡，中国古代的郡。
魏文帝分城阳郡置平昌郡。治所在平昌县（今山东诸城市西北六十里），后废。西晋元康十年（299年）析城阳郡置平昌郡，治所在安丘县（今山东省安丘市西南十二里）。属青州刺史部，领六县：昌安、淳于、营陵、安丘、朱虚、琅邪，辖境相当今山东省安丘市及临朐县、昌乐县等县部分地。北魏移治昌安县（今安丘市东南）。北齐废平昌郡，置琅邪县，隋朝大业初改名郚城县。